# Andorra en el Festival de la Canción de Eurovisión
Andorra ha participado en Eurovisión seis veces, debutando en el XLIX Festival de la Canción de Eurovisión. El festival ya era popular en el Principado ya que, aunque la televisión de Andorra era de reciente creación, sus ciudadanos podían verlo a través de las televisiones española (TVE1 y TVE2) y francesa (TF1, France 2 y France 3, desde 1975 hasta la actualidad).
En 2004 (año en que debutó), y para elegir a su cantante, la televisión andorrana pidió la colaboración de la televisión pública catalana TV3 en la organización de una preselección llamada 12 punts, de la que salió vencedora Marta Roure con la canción «Jugarem a estimar-nos» del autor barcelonés Jofre Bardagí. En dicha preselección participaron Marta Roure y el dúo Bis a bis, y de forma indirecta como compositores algunos grupos catalanes como Gossos o Astrud.
A pesar del interés de Andorra en el festival, Andorra nunca se ha clasificado para la final, quedándose a las puertas en 2007 al posicionarse en 12° lugar con 80 puntos (su mejor posición en su historia). En 2008 Andorra eligió a la cantante catalana Gisela, famosa por su paso por la primera edición de Operación Triunfo, concurso creado, precisamente, para elegir al representante de España en Eurovisión. Sin embargo, en la semifinal celebrada en Belgrado quedó en la 16.ª posición con tan solo 22 puntos, por lo que no pudo pasar a la final. En 2009, y por sexta vez consecutiva, Andorra no participó en la final del Festival de la música europea, no clasificándose nunca hasta ahora, por lo que nunca entró dentro del TOP-10.  En 2009, al igual que en 2004, 2005 y 2006, quedó muy mal en la semifinal.
Por culpa de la crisis económica que lleva sufriendo el canal de Andorra a lo largo de los últimos años, en 2010 la RTVA decidió dejar de formar parte Unión Europea de Radiodifusión (UER), por lo que no podrá participar de momento en el Festival de la Canción de Eurovisión hasta que no vuelva a ser miembro activo de la UER. En junio de 2012, se comunicó que la cadena pública de Andorra RTVA, no dejó de formar parte de la UER. Eso significa, que Andorra todavía puede participar en Eurovisión. Pero la UER comunicó que todavía no se sabrá cuando Andorra podrá regresar a Eurovisión.
En febrero de 2025, la televisión pública andorrana dio a conocer un proyecto que pronto iban a hacer conocer al país, donde el ganador de Eufòria (una versión catalana de Operación Triunfo donde concursan canciones en español, catalán e inglés) podría ser el representante de Andorra en el Festival de la Canción de Eurovisión 2026. Con esto se hizo dar a entender un regreso del principado al festival 17 años después de retirarse, con la esperanza de conseguir su esperada primera clasificación a la final.
Finalmente, en mayo de 2025, poco después de la final de Eurovisión 2025, la cadena pública andorrana confirmó su ausencia para Eurovisión 2026, aún sin fecha clara para su vuelta a este festival.

## Participaciones
Leyenda
     Ganador
     Segundo puesto
     Tercer puesto
     Cuarto o quinto puesto (Top 5)
     Último puesto
| Año                            | Sede     | Artista           | Canción                        | Final           | Pts.            | Semifinal | Pts. |
| ------------------------------ | -------- | ----------------- | ------------------------------ | --------------- | --------------- | --------- | ---- |
| 2004                           | Estambul | Marta Roure       | «Jugarem a estimar-nos»        | No se clasificó | No se clasificó | 18        | 12   |
| 2005                           | Kiev     | Marian van de Wal | «La mirada interior»           | No se clasificó | No se clasificó | 23        | 27   |
| 2006                           | Atenas   | Jenny             | «Sense tu»                     | No se clasificó | No se clasificó | 23        | 8    |
| 2007                           | Helsinki | Anonymous         | «Salvem el món»                | No se clasificó | No se clasificó | 12        | 80   |
| 2008                           | Belgrado | Gisela            | «Casanova»                     | No se clasificó | No se clasificó | 16        | 22   |
| 2009                           | Moscú    | Susanne Georgi    | «La teva decisió (Get a Life)» | No se clasificó | No se clasificó | 15        | 8    |
| No participó entre 2010 y 2026 |          |                   |                                |                 |                 |           |      |

### Representantes andorranos de origen no andorrano
| País         | País | Artistas          |
| ------------ | ---- | ----------------- |
| España       | 2    | Jenny             |
| España       | 2    | Gisela            |
| Dinamarca    | 1    | Susanne Georgi    |
| Países Bajos | 1    | Marian van de Wal |

## Votación de Andorra
Hasta su última participación, en 2009, la votación de Andorra ha sido:
| Más puntos otorgados solo en la gran final | Más puntos otorgados solo en la gran final | Más puntos otorgados solo en la gran final |
| Pos.                                       | País y Bandera                             | Puntos                                     |
| ------------------------------------------ | ------------------------------------------ | ------------------------------------------ |
| 1                                          | España                                     | 60                                         |
| 2                                          | Ucrania                                    | 33                                         |
| 3                                          | Francia                                    | 26                                         |
| 4                                          | Finlandia                                  | 21                                         |
| 4                                          | Grecia                                     | 21                                         |

| Más puntos otorgados en semifinales y final | Más puntos otorgados en semifinales y final | Más puntos otorgados en semifinales y final |
| Pos                                         | País y Bandera                              | Puntos                                      |
| ------------------------------------------- | ------------------------------------------- | ------------------------------------------- |
| 1                                           | Portugal                                    | 64                                          |
| 2                                           | España                                      | 60                                          |
| 3                                           | Finlandia                                   | 49                                          |
| 3                                           | Ucrania                                     | 49                                          |
| 5                                           | Israel                                      | 45                                          |

| Más puntos recibidos solo en la final | Más puntos recibidos solo en la final | Más puntos recibidos solo en la final |
| Pos.                                  | País y Bandera                        | Puntos                                |
| ------------------------------------- | ------------------------------------- | ------------------------------------- |
| Nunca se ha clasificado para la final |                                       |                                       |

| Más puntos recibidos en semifinales y final | Más puntos recibidos en semifinales y final | Más puntos recibidos en semifinales y final |
| Pos.                                        | País y Bandera                              | Puntos                                      |
| ------------------------------------------- | ------------------------------------------- | ------------------------------------------- |
| 1                                           | España                                      | 54                                          |
| 2                                           | Portugal                                    | 10                                          |
| 3                                           | Estonia                                     | 8                                           |
| 4                                           | Países Bajos                                | 7                                           |
| 4                                           | Polonia                                     | 7                                           |
| 4                                           | República Checa                             | 7                                           |

## 12 puntos
| Año                            | País      |
| ------------------------------ | --------- |
| 2004                           | Portugal  |
| 2005                           | Israel    |
| 2006                           | Portugal  |
| 2007                           | Portugal  |
| 2008                           | Finlandia |
| 2009                           | Portugal  |
| No participó entre 2010 y 2025 |           |

| Año                            | País    |
| ------------------------------ | ------- |
| 2004                           | España  |
| 2005                           | España  |
| 2006                           | España  |
| 2007                           | Ucrania |
| 2008                           | España  |
| 2009                           | España  |
| No participó entre 2010 y 2025 |         |

## Galería de imágenes
|                                |
| Marta Roure en Estambul (2004) |

|                                  |
| Marian van de Wal en Kiev (2005) |

|                              |
| Anonymous en Helsinki (2007) |

|                           |
| Gisela en Belgrado (2008) |

|                                |
| Susanne Georgi en Moscu (2009) |

## Procedimiento de selección
Andorra siempre ha seleccionado a su representante mediante una elección interna y selección pública

## Causas de la retirada desde 2010
RTVA, SA no podía hacer frente a los costes que suponía participar en el Festival. Aun así, envió la carta formal de inscripción a la UER, estableciéndose un plazo para que algún patrocinador voluntario se ofreciera para financiar el proyecto. El patrocinador nunca llegó, y como consecuencia Andorra no tuvo otra elección que retirarse del concurso. Con todo, el director de RTVA, SA, dejó la puerta abierta de cara a otros años. Él mismo reconoció que la inversión necesaria para representar bien a un país en Eurovisión sería de 300.000€ mínimos, cuando Andorra sólo aportaba 188.000€.
Actualmente se baraja la posibilidad de que el principado vuelva al certamen pero la RTVA, SA aun no se ha sentado a hablar ni se ha pronunciado al respecto.